# Cmentarz żydowski w Wielkich Oczach
Cmentarz żydowski w Wielkich Oczach – został założony w XIX wieku i zajmuje powierzchnię 0,8 ha, na której zachowało się pięć całych nagrobków i fragmenty około osiemdziesięciu uszkodzonych. Na cmentarzu znajduje się pomnik upamiętniający 41 Żydów rozstrzelanych na kirkucie przez Niemców.